# سلافا ميدفيدينكو
سلافا ميدفيدينكو (بالأوكرانية: Медведенко Станіслав Юрійович) مواليد 4 أبريل 1979 في كييف أوبلاست، الجمهورية الأوكرانية السوفيتية الاشتراكية، هو لاعب كرة سلة أوكراني معتزل بدأ مسيرته الاحترافية في سنة 1997 وحمل الرقم 14 و3. يبلغ طوله 6 قدم 10 بوصة (2.1 م). اعتزل اللعب في 2007.

## فرق لعب لها
- لوس أنجلوس ليكرز
- أتلانتا هوكس

## إحصائيات المسيرة
| † | يشير إلى المواسم التي فاز فيها بالبطولة |

### الموسم الاعتيادي
| السنة    | الفريق           | لعب | بدأ | دقيقة | ميداني% | ثلاثية | حرة  | ارتداد | صنع | استلاب | تصدي | نقطة |
| -------- | ---------------- | --- | --- | ----- | ------- | ------ | ---- | ------ | --- | ------ | ---- | ---- |
| 2000–01† | لوس أنجلوس ليكرز | 7   | 0   | 5.6   | .480    | 1.000  | .583 | 1.3    | .3  | .1     | .1   | 4.6  |
| 2001–02† | لوس أنجلوس ليكرز | 71  | 6   | 10.3  | .477    | .000   | .661 | 2.2    | .6  | .4     | .2   | 4.7  |
| 2002–03  | لوس أنجلوس ليكرز | 58  | 10  | 10.7  | .434    | .000   | .721 | 2.4    | .3  | .2     | .1   | 4.4  |
| 2003–04  | لوس أنجلوس ليكرز | 68  | 38  | 21.2  | .441    | .000   | .767 | 5.0    | .8  | .6     | .3   | 8.3  |
| 2004–05  | لوس أنجلوس ليكرز | 43  | 4   | 9.8   | .455    | .000   | .821 | 1.8    | .3  | .2     | .0   | 3.8  |
| 2005–06  | لوس أنجلوس ليكرز | 2   | 0   | 3.0   | .500    | .000   | .000 | .0     | .5  | .0     | .0   | 1.0  |
| 2006–07  | أتلانتا هوكس     | 14  | 0   | 5.8   | .414    | .500   | .850 | 1.0    | .1  | .0     | .1   | 3.0  |
| المسيرة  | المسيرة          | 263 | 58  | 12.7  | .450    | .154   | .740 | 2.8    | .5  | .3     | .2   | 5.3  |

### التصفيات
| السنة   | الفريق           | لعب | بدأ | دقيقة | ميداني% | ثلاثية | حرة  | ارتداد | صنع | استلاب | تصدي | نقطة |
| ------- | ---------------- | --- | --- | ----- | ------- | ------ | ---- | ------ | --- | ------ | ---- | ---- |
| 2002†   | لوس أنجلوس ليكرز | 7   | 0   | 3.0   | .600    | .000   | .000 | .6     | .0  | .0     | .0   | .9   |
| 2003    | لوس أنجلوس ليكرز | 9   | 0   | 8.1   | .556    | .000   | .667 | 2.0    | .1  | .1     | .1   | 3.8  |
| 2004    | لوس أنجلوس ليكرز | 21  | 1   | 11.3  | .440    | .000   | .810 | 2.5    | .5  | .2     | .2   | 4.0  |
| المسيرة | المسيرة          | 37  | 1   | 8.9   | .477    | .000   | .778 | 2.0    | .3  | .1     | .1   | 3.3  |

## روابط خارجية
- سلافا ميدفيدينكو على موقع الاتحاد الدولي لكرة السلة (الإنجليزية)
- سلافا ميدفيدينكو على موقع إن بي أي (الإنجليزية)
- سلافا ميدفيدينكو على موقع سبورتس رفرنس (الإنجليزية)
- سلافا ميدفيدينكو على موقع كرة السلة الأوروبية.كوم (الإنجليزية)
- سلافا ميدفيدينكو على موقع ريلجم (الإنجليزية)
- سلافا ميدفيدينكو على موقع بروبوليرز (الإنجليزية)